# Južnokurdski jezik
Južnokurdski jezik (ISO 639-3: sdh), jezik kurdske podskupine šire sjeverozapadne iranske skupine, kojim govori oko 3 000 000 Kurda u Iranu (Fattah 2000) u Kermanšaškoj i Ilamskoj pokrajini gdje je nacionalni jezik i nepoznat broj u Iraku gdje je priznat za službeni.
Južnokurdski je jedan od 3 člana kurdskog makrojezika. Ima brojne dijalekte: kolyai, kermanshahi (kermanshani), kalhori, garrusi (bijari) sanjabi, malekshahi (maleksh ay), bayray, kordali, feyli i luri.

## Vanjske poveznice
- Ethnologue (14th)
- Ethnologue (15th)